# الرياضة المعتمدة على المتفرجين

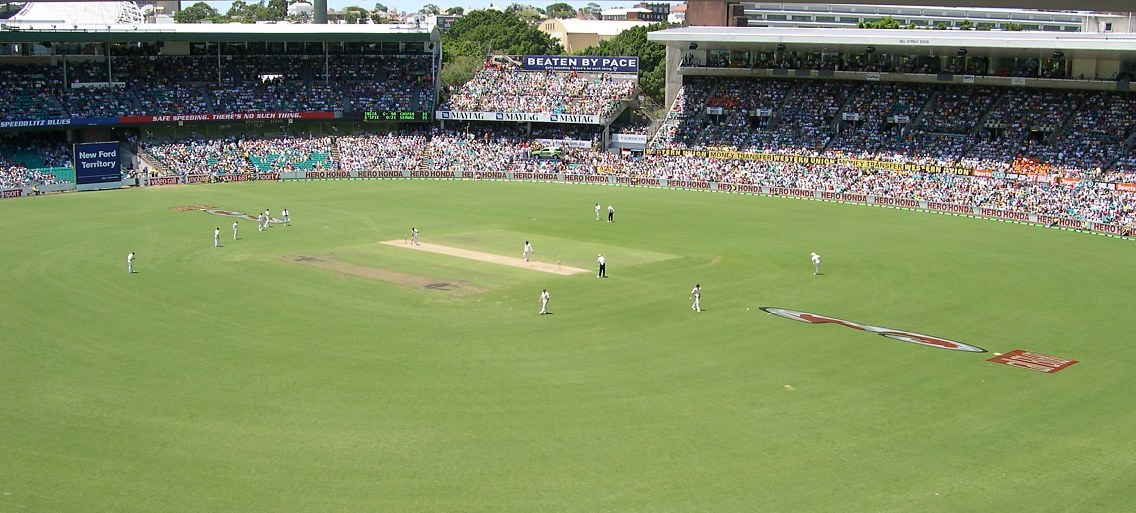
في سيدني للكريكيت خلال مباراة الاختبار

الرياضة المعتمدة على المتفرجين هي الرياضة التي تتميز بوجود متفرجين أو مشاهدين اثناء تاديتها. هذه  الرياضة قد تكون الرياضة المهنية احترافيه أو رياضة للهواة. 
أكثر الرياضات شعبية تعتمد على المشاهدة، على سبيل المثال كرة القدم، كرة السلة، كريكيت، كرة الطائرة، غولف، الرجبي وكرة المضرب. الرياضات الأقل شعبية تكون فقط للمشاركة بدون مشاهدة، على سبيل المثال الصيد.
زيادة بث الأحداث الرياضية، بالإضافة للتقارير الإعلامية  يمكن أن تؤثر على عدد الناس الذين يحضرون الاحداث الرياضية بسبب القدرة على متابعة هذه الرياضات دون الحاجة إلى الحضور جسديا في بعض الأحيان  ويعزز ذلك بعض الخصائص في البث مثل، الإعادة، التعليق والإحصاءات والتحليل. بعض الألعاب الرياضية  في جودة بثها تعرف باسم «كرسي الرياضية» أو «صالة الألعاب الرياضية»  مقارنة بالتجربة الحية.
الرياضة التي تتميز بوجود متفرجين قد بنت مجموعة خاصة بهم من الثقافة والتقاليد بما في ذلك في الولايات المتحدة، مثال ذلك التشجيع قبل المباراة أو الترفيه في نصف الوقت  باستخدام الألعاب النارية، وخاصة في المباريات الكبيرة والحاسمة والأحداث  الدولية.
في أمريكا الشمالية جمعية إدارة الرياضة (NASSM) نكرس جزء كبير من مؤتمرهم السنوي للبحوث التي تعالج علم النفس وراء الرغبة في عرض المشاهد الرياضية، وكيف يمكن أن تكون هناك  زيادة دائمة في الطلب لمثل هذه الرياضات.
الفصل بين النشاط والخمول بين الرياضة المتفرج، يؤدي إلى مفارقة المشاهد التي وصفها الفيلسوف الفرنسي جاك رانسيير ؛ وبالتالي البحث عن فرصة سلبية والتفكير في الانخراط في أي نشاط.